# 8月23日
8月23日（はちがつにじゅうさんにち）は、グレゴリオ暦で年始から235日目（閏年では236日目）にあたり、年末まであと130日ある。

## できごと

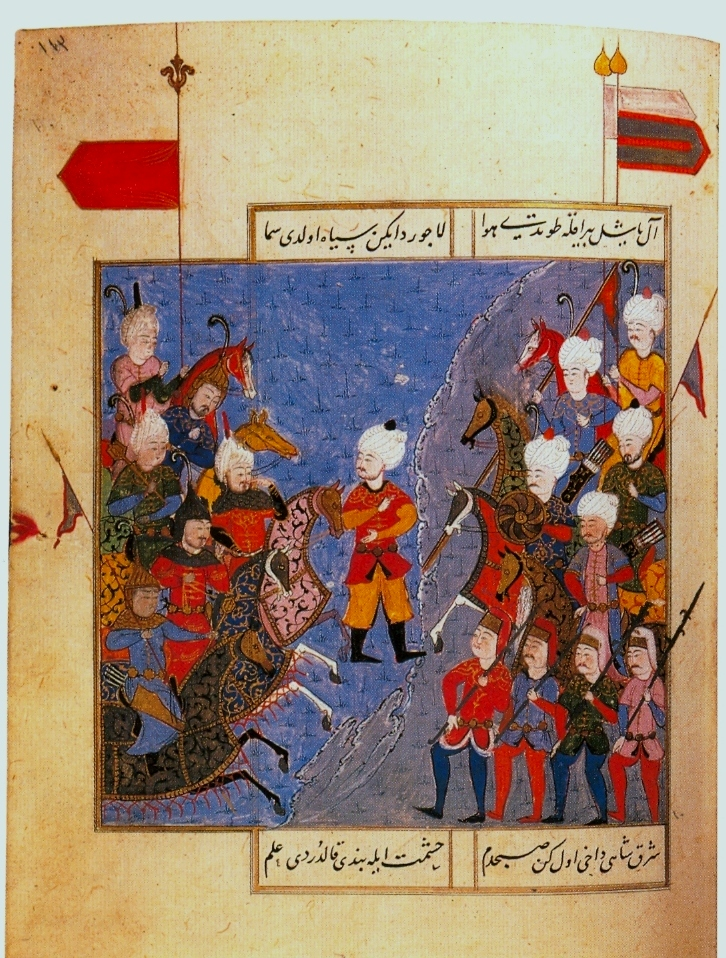
チャルディラーンの戦い (1514)。銃火器を用いたオスマン帝国がサファヴィー朝ペルシャを破る

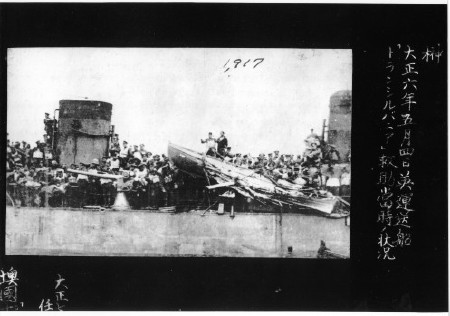
大日本帝国がドイツ帝国に宣戦布告 (1914)。画像は1917年、英輸送船トランシルヴァニアの救助にあたった駆逐艦「榊」

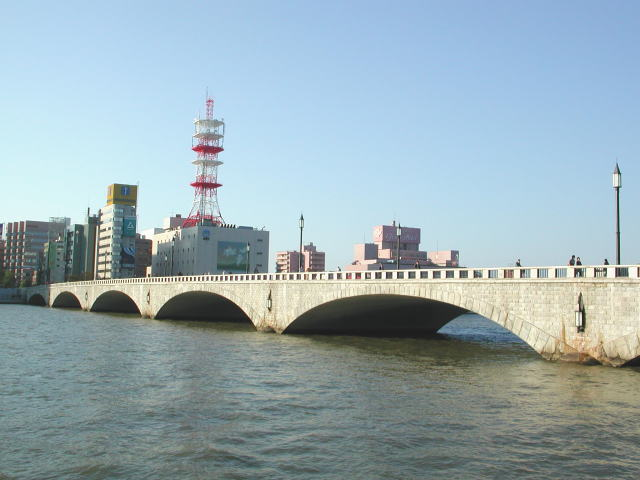
3代目の萬代橋竣工 (1929)。1948年同日には欄干の落下事故があった

- 1059年 - メルフィ条約（英語版）締結: ローマ教皇ニコラウス2世がノルマン人傭兵ロベルト・イル・グイスカルドをアプリア・カラブリア伯（英語版）並びにシチリア伯（英語版）に任命した。
- 1305年 - イングランドによるスコットランド支配に抵抗したウィリアム・ウォレスが、ロンドンで処刑される[1]。
- 1514年 - チャルディラーンの戦い。124年間に及ぶオスマン帝国とサファヴィー朝ペルシャの抗争が始まる。
- 1614年 - フローニンゲン大学が創立[2]。
- 1623年（元和9年7月27日）- 徳川家光の将軍宣下が行われる。
- 1793年 - フランス革命：国民公会が国民皆兵制度を導入。
- 1856年 - 安政八戸沖地震発生。
- 1866年 - 普墺戦争：プラハ条約締結により普墺戦争が終結。
- 1878年 - 竹橋事件: 東京・竹橋で近衛兵が反乱。
- 1898年 - 日本鉄道磐城線・田端 - 岩沼間（現：JR常磐線）が全通。
- 1913年 - コペンハーゲンで人魚姫の像が初公開。
- 1914年 - 第一次世界大戦：日本（大日本帝国）がドイツ帝国に宣戦布告。
- 1921年 - イラク王国が創設され、ファイサル1世が初代イラク国王として即位。
- 1927年 - サッコ・ヴァンゼッティ事件：アメリカで、強盗殺人の罪でイタリア移民のニコラ・サッコとバルトロメオ・ヴァンゼッティの死刑を執行。
- 1929年 - 新潟市で鉄筋コンクリート造の3代目萬代橋が竣工。
- 1939年 - 第二次世界大戦：独ソ不可侵条約締結。
- 1942年 - 甲子園球場で文部省主催による全国中等学校野球大会開幕。（1942年の全国中等学校野球大会）
- 1944年 - 第二次世界大戦：ルーマニア革命。ルーマニア王ミハイ1世が同国の指導者イオン・アントネスクを解任、ルーマニアが枢軸国から離脱。
- 1944年 - 第二次世界大戦：日本で、学徒勤労令・女子挺身勤労令が公布・施行。
- 1945年 - 第二次世界大戦・ソ連対日参戦：ソビエト連邦の指導者ヨシフ・スターリンが日本軍捕虜のソ連国内への移送を指令。（シベリア抑留）
- 1945年 - 内務省が「進駐軍を迎える国民の心得」を諭告。女性に対し外国軍に隙を見せてはならぬ等の指示。
- 1946年 - ハワード・ホークス監督、ハンフリー・ボガート主演の映画『三つ数えろ（原題: The Big Sleep）』が公開[3]。

- 1948年 - 万代橋事件: 萬代橋に花火大会の見物客が殺到し欄干が崩落[4]。死者11人。
- 1949年 - ハーグ円卓会議（同年11月2日まで）
- 1956年 - 千代田区公会堂でニューギニア及びボルネオ方面戦没者追悼式が行われた（ニューギニアの戦い、ボルネオの戦いを参照）[5]。
- 1958年 - 中国人民解放軍が中華民国の金門島に対し砲撃を開始し、金門砲戦が始まる。
- 1970年 - 札幌市の電話市外局番が0122から011へ変更[6]。
- 1971年 - 実尾島事件: 韓国が実尾島（シルミド）で訓練を行っていた特殊部隊員が反乱を起こす。
- 1973年 - ニクソン米大統領が国務長官にヘンリー・キッシンジャー大統領補佐官を指名したと発表。
- 1973年 - ストックホルムで銀行立てこもり事件発生、犯罪被害者が犯人に過度の同情や共感をよせる現象を意味するストックホルム症候群という呼称の由来となる。
- 1975年 - 中央自動車道恵那山トンネルを含む飯田IC - 中津川IC間が開通。
- 1976年 - 安楽死国際会議が東京で開催。翌日、安楽死の権利の保有をうたった「東京宣言」を採択。
- 1988年 - アメリカでスーパー301条などを含む包括通商・競争力強化法（英語版）が成立。
- 1989年 - バルトの道: 当時ソビエト連邦の構成共和国だったバルト三国で約200万人が参加して3カ国を人間の鎖で囲む。
- 1990年 - アルメニアがソビエト連邦からの独立を宣言。
- 1995年 - 第18回ユニバーシアード福岡大会が162か国・地域の参加で開幕。
- 2003年 - 三重県長島町（現：桑名市）のナガシマスパーランドのジェットコースター「スチールドラゴン2000」が脱輪事故を起こし乗客1名が重症[7]。
- 2006年 - オーストリア少女監禁事件。8年間監禁されていた18歳の少女を保護。犯人は同日自殺。
- 2007年 - クリス・メッシーナ（英語版）がTwitterで「#」を記事のタグ付け記号にすることを提案。ハッシュタグの誕生。
- 2010年 - タイのスワンナプーム国際空港とバンコクを結ぶ鉄道、エアポート・レール・リンクが開業。
- 2010年 - フィリピンのマニラで香港からの観光客を乗せたバスが元警察官の男にバスジャックされ、人質8人が死亡。犯人も射殺。
- 2011年 - 40年以上続いたリビアの内戦で反体制派がカダフィ大佐の拠点を攻略し、カダフィ政権が事実上崩壊した[8]。
- 2011年 - タレントの島田紳助が芸能界引退を発表[9]。
- 2015年 - 臨時寝台特急「北斗星」（上野駅－札幌駅）が、この日上野駅到着をもって運行が終了。これによって、1958年に登場して運転されてきた「ブルートレイン」は日本国内から姿を消した[10]。
- 2018年 - 茨城県採石場爆発事故発生。 五月女鉱業の採石場で積み込み中の火薬約1tに火が付き、火薬庫と1tトラックが大破。1人が認定死亡し、近隣住宅の窓ガラス等が破損した[11]。
- 2020年 - アメリカ合衆国ウィスコンシン州で黒人男性が警察官に銃撃されるジェイコブ・ブレークへの銃撃事件が発生。アメリカのプロスポーツ界で事件に抗議するためのボイコットが相次いだ[12]。
- 2020年 - インディ500にて、佐藤琢磨が2017年に次いで2度目のインディ500優勝を果たした。
- 2023年 - ロシアの民間軍事会社ワグネルの創設者エフゲニー・プリゴジン所有のジェット機がロシアのトヴェリ州に墜落し、エフゲニー・プリゴジン含む乗員乗客10人が全員死亡した（トヴェリ州エンブラエル・レガシー600墜落事故）。

## 誕生日

### 人物

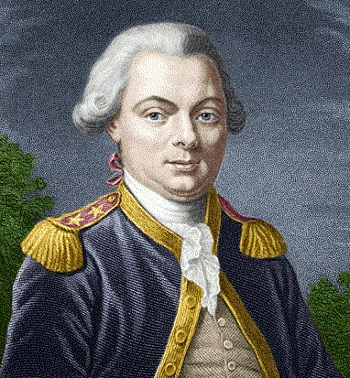
探検家ラ・ペルーズ伯ジャン＝フランソワ・ド・ガロー(1741-1788)

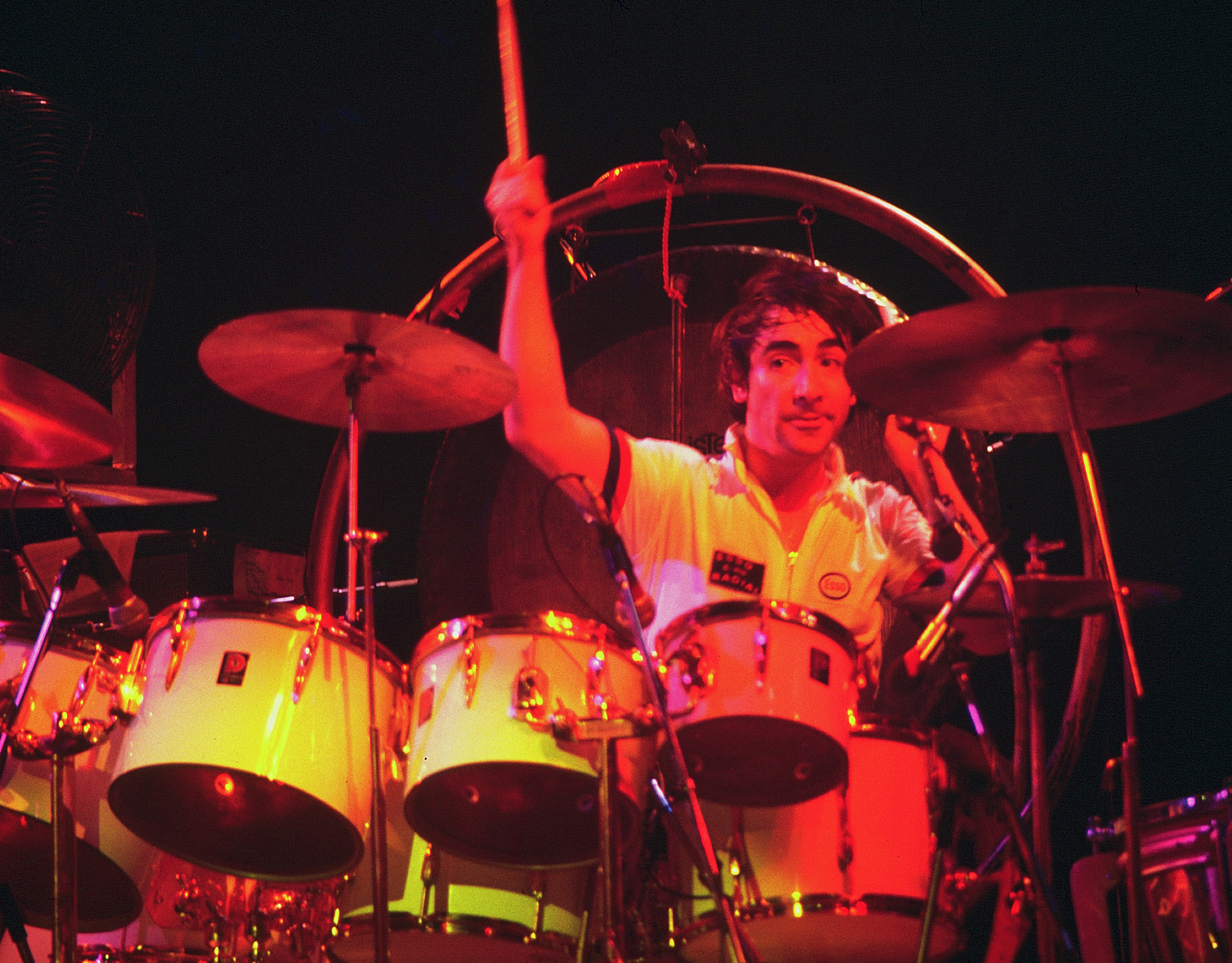
ロックドラマー、キース・ムーン(1946-1978)

- 1668年（寛文8年7月16日） - 松平吉透、松江藩主（+ 1705年）
- 1697年（元禄10年7月7日） - 織田秀行、柳本藩主（+ 1726年）
- 1707年（宝永4年7月26日） - 溝口直治、新発田藩主（+ 1732年）
- 1741年 - ラ・ペルーズ伯ジャン＝フランソワ・ド・ガロー、探検家（+ 1788年?）
- 1754年 - ルイ16世、フランス国王（+ 1793年）
- 1769年 - ジョルジュ・キュヴィエ、博物学者（+ 1832年）
- 1805年（文化2年7月29日） - 池田定保、若桜藩（+ 1847年）
- 1839年 - ジェームズ・ゲイキー、地質学者（+ 1915年）
- 1842年 - オズボーン・レイノルズ、物理学者（+ 1912年）
- 1847年（弘化4年7月13日） - 森有礼、政治家（+ 1889年）
- 1852年 - アーノルド・トインビー、経済学者（+ 1883年）
- 1854年 - モーリッツ・モシュコフスキ、ピアニスト、作曲家（+ 1925年）
- 1855年（安政2年7月11日） - 穂積陳重、法学者（+ 1926年）
- 1858年（安政9年7月15日） - 一柳頼明、小松藩主（+ 1920年）
- 1864年 - エレフテリオス・ヴェニゼロス、政治家（+ 1936年）
- 1870年 - ジョージ・デイヴィス、元プロ野球選手（+ 1940年）
- 1887年 - フリードリッヒ・ザンデル、宇宙工学者（+ 1933年）
- 1897年 - 河村光陽、作曲家（+ 1946年）
- 1899年 - 木川田一隆、実業家（+ 1974年）
- 1900年 - 三好達治、詩人（+ 1964年）
- 1900年 - エルンスト・クルシェネク、作曲家（+ 1991年）
- 1904年 - テルマ・ファーネス、ファーネス子爵夫人（+ 1970年）
- 1904年 - ウィリアム・プリムローズ、ヴィオラ奏者（+ 1982年）
- 1905年 - コンスタント・ランバート、作曲家、指揮者（+ 1951年）
- 1908年 - アルチュール・アダモフ、劇作家（+ 1970年）
- 1910年 - ジュゼッペ・メアッツァ、サッカー選手（+ 1979年）
- 1911年 - 澤柳大五郎、美術史家（+ 1995年）
- 1911年 - ビルゲル・ルート、スキー選手（+ 1998年）
- 1912年 - ジーン・ケリー、俳優（+ 1996年）
- 1912年 - 宮柊二、歌人（+ 1986年）
- 1915年 - 川路龍子、女優（+ 1996年）
- 1917年 - 伊藤桂一、作家（+ 2016年）
- 1919年 - 大野晋、日本語学者（+ 2008年）
- 1920年 - 別当薫、元プロ野球選手、監督（+ 1999年）
- 1920年 - 鮎川信夫[13]、詩人、文芸評論家（+ 1986年）
- 1921年 - ケネス・アロー、経済学者（+ 2017年）
- 1922年 - 高山泰夫、元プロ野球選手
- 1922年 - ジョージ・ケル、元プロ野球選手（+ 2009年）
- 1923年 - エドガー・F・コッド、計算機科学者（+ 2003年）
- 1924年 - 香川登志緒、喜劇作家（+ 1994年）
- 1924年 - エフライム・キション、作家（+ 2005年）
- 1924年 - ロバート・ソロー、経済学者（+ 2023年）
- 1924年 - ドクトル・チエコ、産婦人科医、性医学評論家（+ 2010年）
- 1925年 - ロバート・マリガン、映画監督、映画プロデューサー（+ 2008年）
- 1926年 - クリフォード・ギアツ、文化人類学者（+ 2006年）
- 1927年 - アラン・カプロー、芸術家（+ 2006年）
- 1927年 - ディック・ブルーナ、絵本作家（+ 2017年[14]）
- 1928年 - 橋本敦、政治家（+ 2021年）
- 1929年 - ヴェラ・マイルズ、女優
- 1929年 - 渡辺信義、元プロ野球選手（+ 2006年）
- 1929年 - チボル・ゾルターン、サッカー選手（+ 1997年）
- 1930年 - ブーズー・チェイヴィス、歌手、アコーディオン奏者（+ 2001年）
- 1931年 - ハミルトン・スミス、生物学者
- 1933年 - 池田文雄、プロデューサー（+ 2003年）
- 1933年 - 三浦方義、元プロ野球選手
- 1933年 - ロバート・カール、化学者（+ 2022年）
- 1936年 - ヘンリー・リー・ルーカス、シリアルキラー（+ 2001年）
- 1936年 - 片田謙二、元プロ野球選手（+ 1993年）
- 1939年 - 桂文生（3代目）、落語家
- 1940年 - トマス・A・スタイツ、分子生物学者（+ 2018年）
- 1940年 - 広瀬登喜夫、元オートレース選手
- 1941年 - 井上ひろし、歌手（+ 1985年）
- 1944年 - 小林弘、元プロボクサー
- 1944年 - 小池国夫、プロゴルファー
- 1945年 - 泉沢彰、元プロ野球選手（+ 2017年）
- 1945年 - 伊藤一長、政治家（+ 2007年）
- 1946年 - キース・ムーン、ドラマー（ザ・フー）（+ 1978年）
- 1946年 - 飯野おさみ、俳優、歌手
- 1946年 - 余秋雨、散文家、小説家
- 1947年 - テリエ・リピダル、ジャズギタリスト
- 1947年 - 一城みゆ希[15]、声優（+ 2023年）
- 1948年 - 宇田東植、元プロ野球選手
- 1948年 - 長岡良子、漫画家
- 1948年 - 津田英治、ナレーター（+ 2025年）
- 1949年 - 高樹蓉子、女優
- 1949年 - リック・スプリングフィールド、歌手、俳優
- 1949年 - シェリー・ロング、女優
- 1950年 - ローザ・オトゥンバエヴァ、政治家、第3代キルギス大統領
- 1950年 - 譚詠麟、歌手
- 1952年 - ジェリー・ホワイト、元プロ野球選手
- 1952年 - ヴィッキー、歌手
- 1956年 - 岡江久美子、女優（+ 2020年[16]）
- 1956年 - 益岡徹、俳優
- 1956年 - 山田隆夫、落語家、アーティスト、声優、お笑いタレント、俳優
- 1957年 - 新倉史祐、元プロレスラー
- 1958年 - 大野方栄、歌手
- 1958年 - 佐藤しのぶ、ソプラノ歌手（+ 2019年）
- 1958年 - フリオ・フランコ、元プロ野球選手
- 1959年 - 見沢知廉、作家、新右翼活動家（+ 2005年）
- 1959年 - ピーター・オペガード、フィギュアスケート選手
- 1959年 - 谷福美、プロゴルファー
- 1960年 - 馬淵澄夫、政治家
- 1961年 - コング桑田、俳優、声優、タレント
- 1961年 - 柴原孝典、スタントマン
- 1961年 - 高橋ひとみ、女優
- 1962年 - 巻島直樹、声優（+ 2024年）
- 1962年 - 渡真利克則、元プロ野球選手、元審判
- 1962年 - 林玉緒、声優
- 1963年 - 久下香織子、アナウンサー
- 1964年 - ジェフ・マント、元プロ野球選手
- 1964年 - TARU、プロレスラー
- 1965年 - ロジャー・エイヴァリー、脚本家、映画監督
- 1965年 - 徳本恵子、アナウンサー
- 1966年 - 藤井恵、料理研究家
- 1966年 - 高橋和勧、俳優、映画監督
- 1966年 - アレクサンダー・ケーニッヒ、フィギュアスケート選手
- 1967年 - 戸高一生、作曲家、声優
- 1967年 - 大藤晋司、アナウンサー
- 1968年 - 大至伸行、元大相撲力士、歌手
- 1968年 - 森保一、元サッカー選手、監督
- 1968年 - 米本千珠、声優
- 1969年 - 五十嵐英樹、元プロ野球選手
- 1969年 - 千田輝彦、元騎手
- 1969年 - 小桜セレナ、元グラビアアイドル、元女優、元タレント
- 1969年 - 藤井彩子、アナウンサー
- 1969年 - 林家久蔵、落語家
- 1969年 - 山咲トオル、漫画家
- 1970年 - リヴァー・フェニックス、俳優（+ 1993年）
- 1971年 - デメトリオ・アルベルティーニ、元サッカー選手
- 1971年 - 藤井清美、脚本家、演出家
- 1971年 - 坂梨哲士、アナウンサー
- 1971年、柳澤寿男、音楽家、指揮者
- 1972年 - 有賀ヒトシ、漫画家
- 1972年 - 吉村靖孝、建築家
- 1972年 - 上岡元、元アナウンサー
- 1974年 - 脇田潤、ゲームクリエイター
- 1974年 - 雷句誠、漫画家
- 1974年 - 酒井はな、バレリーナ
- 1974年 - レイ・パーク、俳優、スタントマン
- 1975年 - 伊達昌司、元プロ野球選手
- 1975年 - 伊藤佳奈恵、元陸上選手
- 1975年 - 夏目義徳、漫画家
- 1976年 - 小野仁、元プロ野球選手
- 1976年 - デンカオセーン・カオウィチット、プロボクサー
- 1976年 - スコット・カーン、俳優
- 1976年 - 紫城るい、女優
- 1977年 - 泉光典、俳優
- 1977年 - 三宅健太[17]、声優
- 1977年 - 佐田真由美、モデル
- 1977年 - ニコール・ボベック、フィギュアスケート選手
- 1977年 - 磯辺絵梨子、元バレーボール選手
- 1978年 - 高橋努、俳優
- 1978年 - コービー・ブライアント、プロバスケットボール選手（+ 2020年[18]）
- 1978年 - ジュリアン・カサブランカス、ミュージシャン（ザ・ストロークス）
- 1979年 - クリス・ロバーソン、プロ野球選手
- 1979年 - 山口智史、元ラグビー選手
- 1979年 - 森かおり、元バドミントン選手
- 1979年 - 小林拓一郎、ZIP-FMナビゲーター
- 1979年 - 木の子、作詞家
- 1980年 - NOBE、作詞家
- 1980年 - 栗田雄介、元プロ野球選手
- 1981年 - EXILE AKIRA、ダンサー（EXILE）
- 1981年 - 森田哲矢、お笑い芸人（さらば青春の光）
- 1981年 - 与座重理久、俳優
- 1981年 - 榊英訓、俳優、声優
- 1982年 - ジュニア、ファッションモデル
- 1982年 - 亀井京子、アナウンサー
- 1982年 - ナタリー・コグリン、競泳選手
- 1982年 - 山口剛、競艇選手
- 1982年 - 池邉啓二、元野球選手
- 1983年 - 高口隆行、元プロ野球選手
- 1983年 - ジェームズ・コリンズ、元サッカー選手
- 1983年 - 棚橋麻衣、タレント
- 1983年 - 富所哲平[19]、お笑いタレント（アンカンミンカン）
- 1984年 - グレン・ジョンソン、元サッカー選手
- 1984年 - 木本敬介、元サッカー選手
- 1984年 - リディア・チェプクルイ、陸上競技選手
- 1984年 - 岡崎大樹、俳優
- 1984年 - 古川小百合、タレント、声優
- 1984年 - 三遊亭ふう丈、落語家
- 1985年 - 渡邉沙志、作曲家、編曲家、歌手
- 1985年 - DJ LOVE、ミュージシャン（SEKAI NO OWARI）
- 1985年 - 石川真琴、グラビアアイドル
- 1985年 - 中河内雅貴、俳優
- 1985年 - 小澤真利奈、女優
- 1986年 - 崎本大海、俳優
- 1986年 - 伊藤奈月、元バスケットボール選手
- 1986年 - 小林智子、医師
- 1987年 - 池田彩、歌手（元C-ZONE）
- 1987年 - 川崎希、タレント、実業家（元AKB48）
- 1987年 - 大塚裕土、バスケットボール選手
- 1988年 - マイルズ・マイコラス、プロ野球選手
- 1989年 - TeddyLoid、音楽プロデューサー、作曲家、リミキサー
- 1990年 - レイモンド・マンコ、サッカー選手
- 1990年 - ロドリゴ・ヘルマデ、カヌー選手
- 1990年 - DJ松永、DJ（Creepy Nuts）
- 1991年 - 川原弘之、元プロ野球選手
- 1991年 - 工藤光輝、元サッカー選手
- 1991年 - 草薙航基、お笑い芸人（宮下草薙）
- 1992年 - 広瀬玲奈、アイドル、タレント
- 1992年 - 河野有香、元フィギュアスケーター
- 1993年 - 五十嵐健人、俳優
- 1993年 - タイラー・グラスノー、プロ野球選手
- 1994年 - 中島翔哉、サッカー選手
- 1994年 - 松本菜奈実、AV女優、元グラビアアイドル
- 1996年 - 松田昂大、元子役
- 1996年 - 井手口陽介、サッカー選手
- 1997年 - 中井りか、タレント（元NGT48）
- 1997年 - 北香那、女優
- 1998年 - 東村芽依、元アイドル（元日向坂46）
- 1998年 - 長谷川宙輝、プロ野球選手
- 1999年 - 向井葉月、元アイドル（元乃木坂46）
- 2000年 - 橋村龍ジョセフ、サッカー選手
- 2001年 - 稲垣鈴夏、元タレント
- 2001年 - 伊地知賢造、陸上競技選手
- 2001年 - 舟越秀虎、プロ野球選手
- 2002年 - 岩﨑大昇、アイドル（KEY TO LIT/ジュニア）
- 2002年 - 古家蘭、歌手、ダンサー（MAZZEL）
- 2003年 - 田中楓基、プロ野球選手
- 2004年 - 藤田大清、プロ野球選手
- 生年不明 - 小礒岳人、声優
- 生年不明 - てにをは、音楽家・ボカロP、小説家
- 生年不明 - 宮崎羽衣、声優

### 人物以外（動物など）
- 2005年 - 幸浜、ジャイアントパンダ

## 忌日

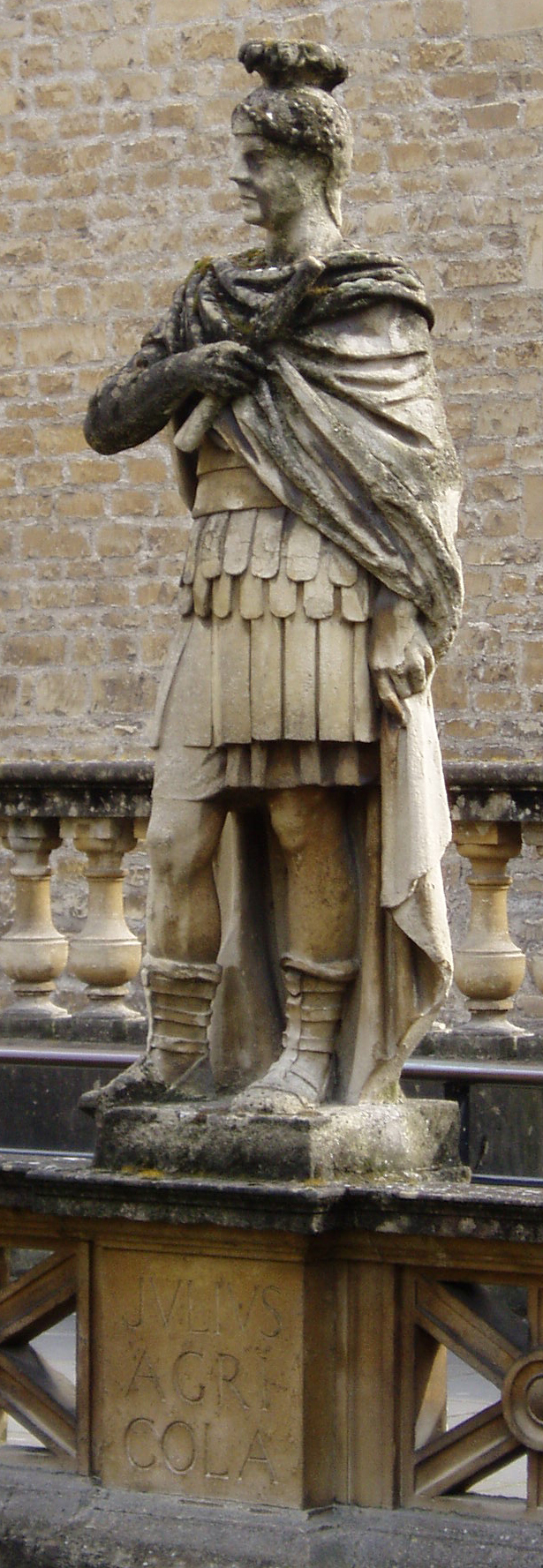
帝政ローマの軍人、グナエウス・ユリウス・アグリコラ(40-93)没

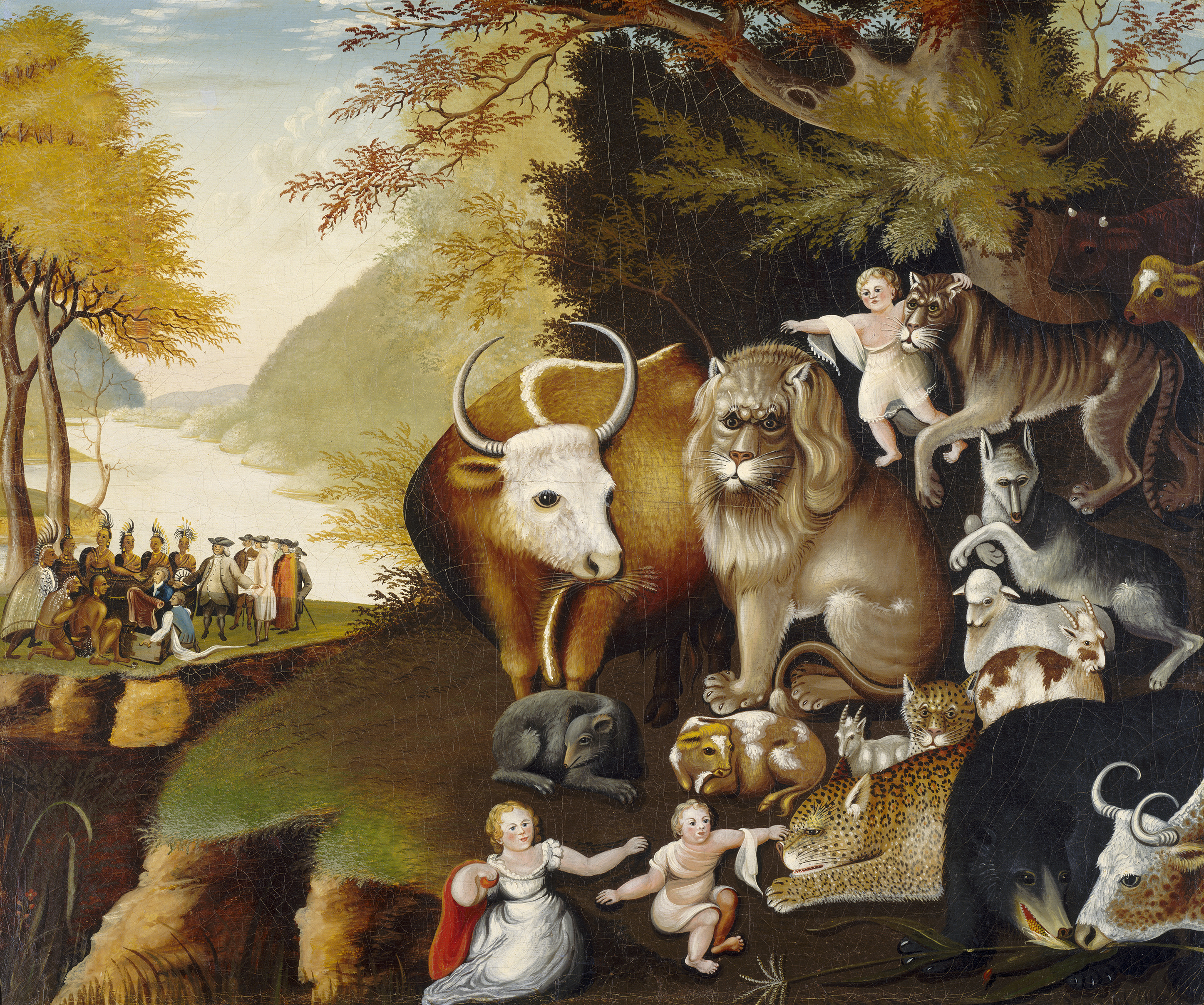
フォークアートの画家エドワード・ヒックス(1780-1849)没。画像は『平和な王国』(1834頃)

- 93年 - グナエウス・ユリウス・アグリコラ、軍人（* 40年）
- 634年 - アブー・バクル、初代正統カリフ（* 573年）
- 796年（延暦15年7月16日） - 藤原継縄、公卿（* 727年）
- 1176年（安元2年7月17日） - 六条天皇、第79代天皇（* 1164年）
- 1305年 - ウィリアム・ウォレス、スコットランドの軍事指導者（* 1272年頃）
- 1387年 - オーロフ2世、デンマーク・ノルウェー王（* 1370年）
- 1542年 - ジローラモ・ベニヴィエニ（イタリア語版）、詩人（* 1453年）
- 1618年 - ゲルブラント・ブレデロ（英語版）、詩人、劇作家（* 1585年）
- 1628年 - ジョージ・ヴィリアーズ、バッキンガム公（* 1592年）
- 1732年 - フェリーチェ・ボセリ（英語版）、画家（* 1650年）
- 1777年 - シャルル＝ジョゼフ・ナトワール、画家（* 1700年）
- 1806年 - シャルル・ド・クーロン、物理学者（* 1736年）
- 1819年 - オリバー・ハザード・ペリー、アメリカ海軍の軍人（* 1785年）
- 1831年 - カジンツィ・フェレンツ、文学者、作家、詩人、翻訳家（* 1759年）
- 1831年 - アウグスト・フォン・グナイゼナウ、プロイセン陸軍元帥（* 1760年）
- 1849年 - エドワード・ヒックス、画家（* 1780年）
- 1878年 - アドルフ・フレドリク・リンドブラード、作曲家（* 1801年）
- 1892年 - デオドロ・ダ・フォンセカ、初代ブラジル大統領（* 1827年）
- 1898年 - フェリシアン・ロップス、画家（* 1833年）
- 1900年 - 黒田清隆、政治家、第2代内閣総理大臣（* 1840年）
- 1903年 - パウル・ハブリエル、画家（* 1828年）
- 1923年 - ハータ・エアトン、科学者、数学者、発明家（* 1854年）
- 1926年 - ルドルフ・バレンチノ、俳優（* 1895年）
- 1927年 - バルトロメオ・ヴァンゼッティ、サッコ・ヴァンゼッティ事件の容疑者（* 1888年）
- 1927年 - ニコラ・サッコ、サッコ・ヴァンゼッティ事件の容疑者（* 1891年）
- 1930年 - 志村源太郎、銀行家・官僚（* 1867年）
- 1933年 - アドルフ・ロース、建築家（* 1870年）
- 1934年 - ヴィクトル・カプラン、技術者（* 1876年）
- 1934年 - 野村芳亭、映画監督、脚本家、映画プロデューサー（* 1880年）
- 1937年 - アルベール・ルーセル、作曲家（* 1869年）
- 1942年 - 竹内栖鳳、日本画家（* 1864年）
- 1944年 - アブデュルメジト2世、オスマン家最後のカリフ（* 1868年）
- 1945年 - ステファニー、オーストリア皇太子妃（* 1864年）
- 1957年 - ウジェーヌ・シューラー（英語版）、化学者、起業家、ロレアル創業者（* 1881年）
- 1960年 - オスカー・ハマースタイン2世、ミュージカル作家（* 1895年）
- 1962年 - アーヴィング・ファイン、作曲家（* 1914年）
- 1967年 - ネイト・カートメル、陸上競技選手（* 1883年）
- 1968年 - 木山捷平、作家（* 1904年）
- 1970年 - 浅原源七、技術者、経営者、元日産自動車社長（* 1891年）
- 1975年 - 大岡虎雄、元プロ野球選手（* 1912年）
- 1977年 - ナウム・ガボ、美術家・彫刻家（* 1890年）
- 1977年 - ジョージ・ストロック（英語版）、写真家（* 1911年）
- 1977年 - 新国誠一、詩人（* 1925年）
- 1979年 - 中井悦雄、元プロ野球選手（* 1943年）
- 1980年 - ゲルハルト・ハナッピ、サッカー選手（* 1929年）
- 1980年 - 岩田藤七、ガラス工芸家（* 1893年）
- 1982年 - スタンフォード・ムーア、生化学者（* 1913年）
- 1982年 - アルフレッド・ブルーミングデール（英語版）、実業家、ダイナースクラブ共同創業者（* 1916年）
- 1983年 - 島田依史子、教育者、島田裁縫伝習所（現学校法人文京学院）創立者（* 1902年）
- 1984年 - チャーリー・ロバートソン、元プロ野球選手（* 1896年）
- 1985年 - 井上定雄、実業家、第2代京王帝都電鉄（現：京王電鉄）社長、初代京王プラザホテル社長（* 1902年）
- 1985年 - 丹羽久章、政治家（* 1914年）
- 1987年 - ディディエ・ピローニ、F1ドライバー（* 1952年）
- 1988年 - 有馬啓[20]、微生物学者、東京大学名誉教授（* 1916年）
- 1989年 - 宮武徳次郎[21]、実業家、サリドマイド販売時の大日本製薬（現住友ファーマ）社長（* 1906年）
- 1989年 - ロナルド・D・レイン、精神医学者（* 1927年）
- 1990年 - 安井正義、実業家、ブラザー工業創業者（* 1904年）
- 1990年 - デヴィッド・ローズ、イージーリスニングのミュージシャン（* 1910年）
- 1990年 - 金井豊、陸上競技選手（* 1959年）
- 1990年 - 谷口伴之、陸上競技選手（* 1961年）
- 1991年 - フローレンス・セイバート（英語版）、生化学者（* 1897年）
- 1992年 - 北條秀一、実業家、政治家、郷土史家、元引揚者団体全国連合会理事長（* 1904年）
- 1995年 - 玉屋庄兵衛（八代目）、からくり人形師（* 1950年）
- 1996年 - オードリー・パターソン（英語版）、陸上競技選手（* 1926年）
- 1997年 - 西村節朗、政治家、元秋田県能代市長（* 1908年）
- 1997年 - ジョン・ケンドリュー、化学者（* 1917年）
- 2001年 - キャスリーン・フリーマン、女優、声優（* 1919年）
- 2001年 - 西内文夫、元陸上競技選手、指導者（* 1922年）
- 2002年 - ホイト・ウィルヘルム、プロ野球選手（* 1922年）
- 2002年 - 武上四郎、元プロ野球選手、元プロ野球監督（* 1941年）
- 2003年 - ボビー・ボンズ、元プロ野球選手（* 1946年）
- 2003年 - ジョン・ゲーガン（英語版）、元カトリック神父（* 1935年）
- 2004年 - 岡野裕、政治家、第63代労働大臣（* 1927年）
- 2004年 - 沢藤礼次郎、政治家（* 1928年）
- 2004年 - 山本迪夫、映画監督（* 1933年）
- 2004年 - 嵯峨春平、実業家、第3代北陸放送社長、北陸東通社長（* 1951年）
- 2005年 - ブロック・ピーターズ、俳優（* 1927年）
- 2006年 - マリー・サープ、地質学者（* 1920年）
- 2006年 - 関敬六、コメディアン、俳優（* 1928年）
- 2006年 - メイナード・ファーガソン、ジャズトランペット奏者（* 1928年）
- 2007年 - 松形祐堯、政治家、第10 - 15代宮崎県知事（* 1918年）
- 2007年 - 西村寿行、小説家（* 1930年）
- 2008年 - トーマス・ハックル・ウェーラー、ウイルス学者（* 1915年）
- 2009年 - アンナ＝マリア・ミューラー、リュージュ選手、1972年札幌オリンピック金メダリスト（* 1949年）
- 2010年 - 渡辺武、アジア開発銀行初代総裁（* 1906年）
- 2010年 - 川本喜八郎、アニメーション作家、人形作家（* 1925年）
- 2010年 - 佐藤方哉、心理学者、慶應義塾大学名誉教授（* 1932年）
- 2011年 - 三浦隆、政治家（* 1930年）
- 2012年 - 成世光、司教、カトリック台南教区名誉司教（* 1915年）
- 2013年 - ギルバート・テイラー、撮影監督（* 1914年）
- 2014年 - 堀智範、総本山仁和寺第47世門跡、天野山金剛寺座主（* 1918年または1919年）
- 2014年 - 小田原紀雄、日本基督教団牧師（* 1945年）
- 2014年 - 松野晴夫[22]、実業家、元アドバンテスト社長（* 1960年）
- 2015年 - 森シノ[23]、元アナウンサー（* 1903年）
- 2015年 - 保田克己、実業家、元住友林業社長（* 1913年）
- 2015年 - 大谷邦夫、元德陽シティ銀行頭取（* 1924年）
- 2015年 - 北見マキ[24]、マジシャン（* 1940年）
- 2016年 - スティーヴン・ヒル、俳優（* 1922年）
- 2016年 - ラインハルト・ゼルテン、数学者、経済学者、ボン大学名誉教授（* 1930年）
- 2016年 - 尾高暉重、地方公務員、元神奈川県副知事（* 1944年）
- 2017年 - 長谷部栄一、元プロ野球選手、監督（* 1929年）
- 2018年 - 佐々木誠二[25]、元日本経済新聞記者、テレビ大阪初代社長（* 1920年）
- 2018年 - 倉持保男、日本語学者、 元慶應義塾大学・大正大学教授 （* 1934年）
- 2018年 - コンスタンチン・トーツキー、元軍人、上級大将、元ロシア連邦国境庁長官（* 1950年）
- 2019年 - 鈴木巌[26]、ギタリスト、作曲家（* 1932年）
- 2019年 - エゴン・ツィマーマン（英語版）、アルペンスキー選手、1964年インスブルック五輪金メダリスト（* 1939年）
- 2019年 - デイビッド・コーク、実業家、元コーク・インダストリーズ副社長（* 1940年）
- 2019年 - 新山ひでや、漫才師（* 1945年）
- 2020年 - 渡部恒三、政治家、第64代厚生大臣、第39代自治大臣、第49代国家公安委員会委員長、第53代通商産業大臣（* 1932年）
- 2020年 - 千原薫[27]、実業家、元アサヒ飲料社長（* 1934年）
- 2020年 - 柴田鉄治[28]、ジャーナリスト、元朝日新聞論説委員（* 1935年）
- 2020年 - ピーター・キング、ジャズサクソフォン奏者（* 1940年）
- 2020年 - ベニー・チャン[29][30]、映画監督（* 1961年）
- 2021年 - 新倉俊一、米国詩研究者、明治学院大学名誉教授（* 1930年）
- 2021年 - エリザベス・ブラックアダー（英語版）、画家、版画家（* 1931年）
- 2021年 - 水本完[31]、音響監督、実業家、ザック・プロモーション創業者（* 1932年）
- 2021年 - ジャン＝リュック・ナンシー、哲学者（* 1940年）
- 2022年 - クリード・テイラー、音楽プロデューサー、インパルス!レコード・CTIレコード創業者（* 1929年）
- 2022年 - 金子宏[32]、法学者、東京大学名誉教授（* 1930年）
- 2022年 - レフ・ピタエフスキー、理論物理学者（* 1933年）
- 2022年 - 小岸昭[33]、ドイツ文学者、京都大学名誉教授（* 1937年）
- 2022年 - 古谷一行、俳優（* 1944年）
- 2023年 - 日比野光鳳、書家（* 1928年）
- 2023年 - 佐野ぬい、洋画家、元女子美術大学学長（* 1932年）
- 2023年 - ロバート・ヘイル、バスバリトン歌手（* 1933年）
- 2023年 - 大島宏彦、実業家、中日新聞社最高顧問（* 1934年）
- 2023年 - テリー・ファンク、プロレスラー（* 1944年）
- 2023年 - 桜井晶司、社会運動家（* 1947年）
- 2023年 - エフゲニー・プリゴジン[34]、軍人、ワグネル・グループ創設者（* 1961年）
- 2023年 - ドミトリー・ウトキン、軍人（* 1970年）

## 記念日・年中行事
- 処暑（ 日本）
二十四節気の1つ。太陽の黄経が150度の時で、暑さが収まり秋に近づく頃とされるが、地方によってはまだ残暑が厳しいこともある[35]。2024年現在は閏年を除く平年でこの日が処暑となる。
- 油の日（ 日本）
油に付いて考えるきっかけの日になることを願い、京都府大山崎町にある離宮八幡宮とカネダ（株）が共同で制定。日付は859年（貞観元年）のこの日、清和天皇の勅命により、九州にあった宇佐八幡宮が大山崎に遷宮されたことから[36]。
- 湖池屋ポテトチップスの日（ 日本）
1962年のこの日に「コイケヤポテトチップスのり塩味」を発売したことを記念して湖池屋が制定[36]。
- 白虎隊の日（ 日本）
白虎隊は、戊辰戦争時の会津藩で、数え16歳～17歳の藩士子弟で編成された組織。1868年（慶応4年）旧暦8月22日、滝沢本陣に出陣した白虎士中二番隊は、新政府軍の猛攻の前に飯盛山に敗走。そこで燃えている城下を見て、いかに敵と戦うか議論が交わされる。最終的には小隊長の篠田の「誤って敵に捕まって屈辱を受けるようなことがあれば、主君や祖先に対して申し訳ない。この場は潔く自刃して、武士の本分を明らかにするべきだ」という案に皆が納得。旧暦8月23日、隊士らは鶴ヶ城を見て自刃となった[37]。
- 一遍忌（遊行忌）（ 日本）
時宗の開祖一遍上人が、正応2年（1289年）8月23日、摂津国兵庫津（神戸市兵庫区）の観音堂（現在の真光寺）で亡くなったことから、忌日法要が行われる[38][39]。なお、時宗の総本山遊行寺では、明治時代以降は太陽暦の採用により、9月に開山忌が行われている[40]。
- 奴隷貿易とその廃止を記念する国際デー（ 世界）
ユネスコが制定した国際デー。1791年8月22日の夜からこの日にかけて 、フランス植民地のサン＝ドマング（現在のハイチ）で、大西洋奴隷貿易廃止の重要なきっかけとなったハイチ革命が始まったことを記念。
- 国旗の日（ ウクライナ）
2004年にウクライナ政府が制定。独立記念日の前日。
- スターリニズムとナチズムの被害者記念の欧州の日 （ 欧州連合・ カナダ）
1939年8月23日に独ソ不可侵条約が結ばれたことにより、その後ソビエトとナチスドイツによってポーランドが分割、バルト諸国およびルーマニアの一部が併合された。このことにより基本的人権を迫害された犠牲者を追悼するために、2009年に欧州議会がスターリニズムとナチズムの被害者記念の欧州の日として制定。カナダでは「ブラック・リボン・デー」という名称の公式記念日になっている[41]。
- ウゥルカナリア（ローマ帝国）
火の神ウゥルカーヌスの祭日。作物や穀物が炎上しやすい真夏、たき火に生きた魚や小動物を投げ込み神をなだめた。
- ウクレレの日（ アメリカ合衆国 ハワイ）
ウクレレが19世紀にポルトガル移民が持ち込んだ楽器が原型とされていることから、1879年にポルトガル人がハワイの移民局に移民登録を行ったこの日を記念日とした[42]。
- 野球の日（ 韓国）
2008年のこの日、北京オリンピックの野球競技で韓国代表チームが優勝したのを記念し、韓国野球委員会が制定。